# 빌헬름의 비명
빌헬름의 비명(Wilhelm scream)은 1951년의 영화 《머나먼 북소리》를 시작으로, 할리우드 영화에서 200번 이상 사용된 효과음이다. 이 비명소리는 주로 영화상에서 누군가가 총격을 받았거나, 높은 곳에서 추락할 때, 그리고 폭발에 휘말려 날아갈 때 사용된다.
빌헬름의 비명은 당시의 배우이자 가수였던 쉐브 울리에 의해 녹음된 것으로 추정되며, 이후 1953년의 서부 영화 《페더강의 전투》에 등장하는 캐릭터였던 병사 빌헬름이 화살에 맞고는 해당 비명을 지른 것에서 "빌헬름의 비명"이라는 이름이 붙여졌다. 해당 영화는 빌헬름의 비명이 사용된 3번째 영화이자 워너 브라더스가 빌헬름의 비명을 사용한 첫 번째 사례라고 여겨진다.
해당 효과음은 《스타 워즈》와 《인디아나 존스 시리즈》, 그리고 월트 디즈니 컴퍼니의 만화영화들을 비롯한 각종 블록버스터 영화들에서 사용된 것을 계기로 인기를 얻기 시작했다.